# Taku (Schiff, 1898)
Die Taku war ein Torpedoboot der Kaiserlichen Marine. Das Boot wurde ursprünglich als Zerstörer Hai-Lung bei Schichau in Elbing für das Kaiserreich China gebaut, 1900 aber von deutschen Truppen erobert und als Teil des Ostasiengeschwaders von 1902 bis 1913 im Rahmen deutscher Kanonenbootpolitik an der chinesischen Küste und auf den innerchinesischen Flüssen eingesetzt.

## Verwendung
Das Boot wurde ursprünglich als Hai-Lung Typschiff von vier bei Schichau bestellten Zerstörern der kaiserlich chinesischen Marine.

### Besetzung der chinesischen Boote
Während des Boxeraufstandes in China forderten die acht Interventionsmächte zur sicheren Anlandung ihrer Entsatzkräfte für die in Peking seit Anfang Juni belagerten Gesandtschaften und die Versorgung weiterer nach Peking entsandter Truppen die Räumung der Taku-Forts vor Tientsin bis zum 17. Juni 1900, 02.00 Uhr, um ohne chinesische Kontrolle ihre militärischen Operationen durchführen zu können.
Die von Regierungstruppen besetzten Forts begannen mit dem Beschuss der bereitgestellten Kanonenboote der Alliierten bereits um 0.50 Uhr, die den Kampf annahmen. Es handelte sich um die britische Algerine, die deutsche Iltis, die französische Lion und die russischen Schiffe Bobr, Korejez, die schon von der ersten Salve schwer getroffen wurde, und Giljak.

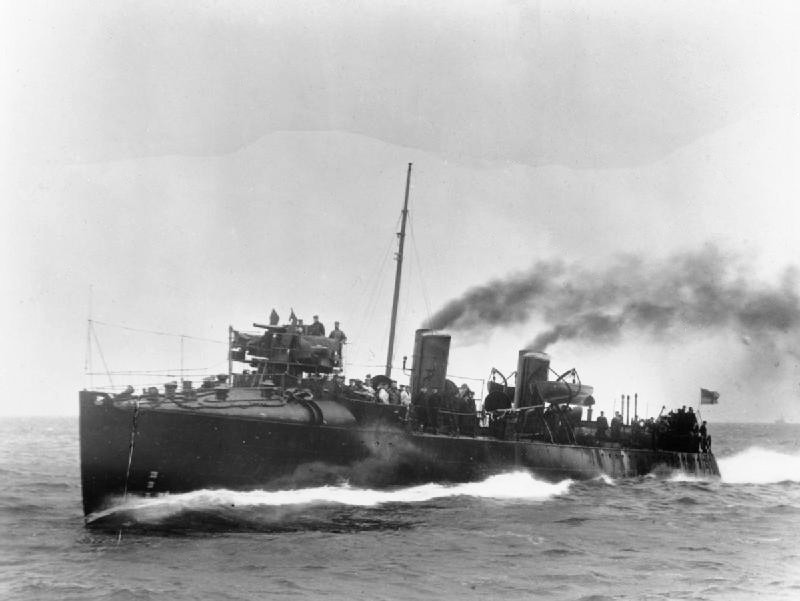
Die Fame

Der britische Oberkommandierende sah in der Hai-Lung und ihren Schwesterschiffen, die nahe den Interventionsstreitkräften lagen, eine erhebliche Gefährdung seiner erheblich langsameren Schiffe. Er ließ daher die vier modernen, in Deutschland gebauten Zerstörer von den britischen Zerstörern Fame (D-Klasse, Bj. 1896 Thornycroft, 355 t) und Whiting (C-Klasse, Bj. 1896 Palmers, 360 t, unter Roger Keyes) besetzen. Die Chinesen leisteten nur schwachen Widerstand, ergriffen die Flucht und ließen ihre Schiffe in den Händen der Briten. Diese gaben schon wenige Tage später drei der Boote an die russische, französische und deutsche Marine ab.
Der Angriff auf die Taku-Forts, die sich bis dahin den alliierten Landungen nicht widersetzt hatten, führte zur Weisung der chinesischen Regierung, dass die Armee den Handlungen fremder Mächte auf chinesischem Boden Widerstand leisten solle.

### Verteilung der Boote an die Interventionsmächte
Die vier Schiffe wurden unter die internationalen Interventionsstreitkräfte verteilt und erhielten anfangs alle den Namen Taku:
- Hai-Lung, Baunummer 608, an Deutschland: Taku, nach Grundberührung am 30. Dezember 1913 außer Dienst,

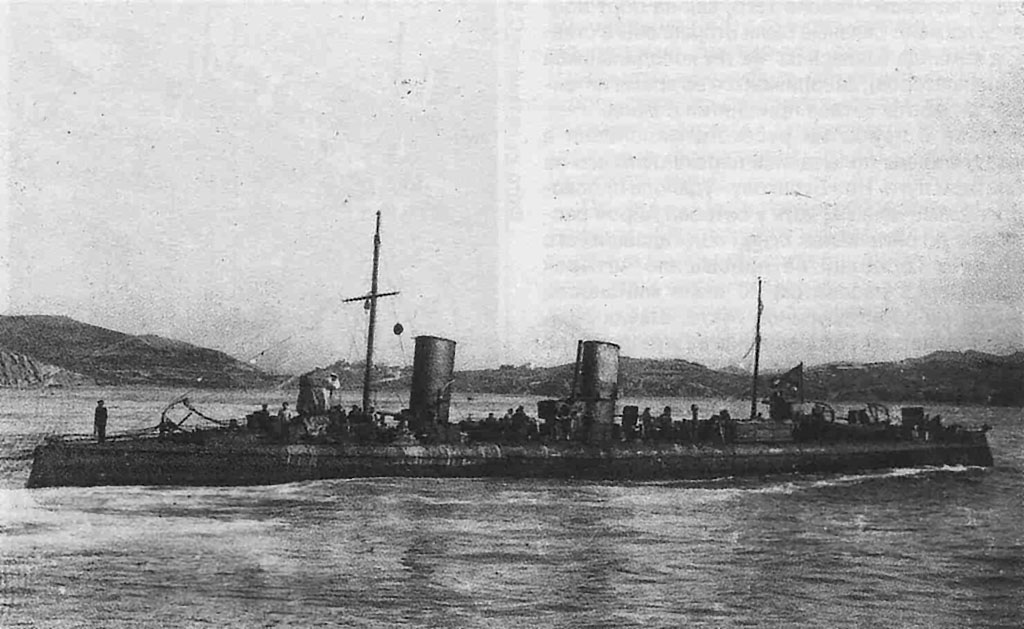
Leitenant Burakow, 1904

- Hai-Ch’ing, Baunummer 609, an Frankreich: Takou, seit 13. Mai 1901 in Saigon, am 22. Februar 1911 vor der Küste Vietnams bei Poulo Condor Island gestrandet, im September als irreparabel gestrichen,
- Hai-Hoa, Baunummer 610, an Russland: erst Taku (Таку), schnellstes russisches Torpedoboot, ab 1901 umbenannt in Leitenant Burakow (Лейтенант Бураков) nach dem vor Taku gefallenen Artillerieoffizier des Kanonenbootes Korejez, während des Russisch-Japanischen Krieges vor allem als Nachrichtenübermittler aus dem eingeschlossenen Port Arthur genutzt, am 26. Juli 1904 vor Port Arthur durch japanische Streitkräfte versenkt
- Hai-Hsi, Baunummer 611, an Großbritannien: Taku, 26. Oktober 1916 zur Verschrottung verkauft.

### Einsatz derTakuder Kaiserlichen Marine
Die Taufe als Taku der Kaiserlichen Marine erfolgte am 6. Dezember 1900, die Indienststellung für das deutsche Ostasiatische Kreuzergeschwader am 14. Juli 1902. Neben der Taku verfügte das Geschwader noch über ein zweites Torpedoboot, das 1900 anfangs mit zwei Schwesterschiffen im Rahmen der Verstärkungen wegen des Boxeraufstandes nach China verlegte moderne Boot S 90.
Die Torpedoboote versahen ihren Dienst in der Regel vom Stützpunkt Tsingtau aus im Umfeld des deutschen Schutzgebietes, in chinesischen Küstengewässern, aber gelegentlich auch auf innerchinesischen Flüssen. Die Taku strandete am 22. Oktober 1913 auf dem sog. Hufeisen-Riff in der Kiautschou-Bucht und wurde schwer beschädigt. Sie wurde am 30. Dezember 1913 wegen mangelnder Reparaturwürdigkeit außer Dienst gestellt.
Am 13. Juni 1914 wurde die Taku aus der Liste der Kriegsschiffe gestrichen und am 28. September 1914 – ebenso wie die abgerüsteten und außer Dienst gestellten Kanonenboote Cormoran, Iltis und Luchs und der kleine Minenleger Lauting – im Hafen von Tsingtau selbstversenkt, um eine Inbesitznahme durch Japan zu verhindern. Das Schicksal des Wracks ist bislang unbekannt.

## Kommandanten
- Oberleutnant zur See Gerhard von Ledebur: von der Indienststellung bis Juni 1904
- Oberleutnant zur See/Kapitänleutnant Axel Walter: von Juni 1904 bis Juni 1905
- Oberleutnant zur See/Kapitänleutnant Wilhelm Schleusener: von Juni 1905 bis November 1906
- Kapitänleutnant Heinrich Lampe (i. V.): November/Dezember 1906
- Kapitänleutnant Wilhelm Schleusener: von Dezember 1906 bis Mai 1907
- Oberleutnant zur See/Kapitänleutnant Bernhard Hasse: von Mai 1907 bis Juli 1909
- Oberleutnant zur See/Kapitänleutnant Hans Kolbe: von Juli 1909 bis Mai 1911
- Oberleutnant zur See Siegfried Claaßen: von Mai 1911 bis Mai 1913
- Oberleutnant zur See Harald von Maubeuge: von Mai 1913 bis Dezember 1913